# Kościół św. Marcina Biskupa w Młodoszowicach
Kościół św. Marcina Biskupa – rzymskokatolicki kościół filialny w miejscowości Młodoszowice (województwo opolskie). Świątynia należy do parafii św. Wawrzyńca w Kolnicy w dekanacie Grodków, diecezji opolskiej. Dnia 8 marca 1966 roku pod numerem 1184/66 oraz 18 maja 1966 roku pod numerem 887/64 kościół został wpisany do rejestru zabytków nieruchomych województwa opolskiego.

## Historia kościoła
Kościół w Młodoszowicach został zbudowany w XV wieku. Od 1534 roku do czasu zakończenia II wojny światowej była to świątynia ewangelicka. Od 1945 roku ponownie jest kościołem wyznania rzymskokatolickiego.

## Architektura i wnętrze kościoła
Jest to budowla gotycka. Główny ołtarz późnogotycki zdobi tryptyk pochodzący z 1495 roku, z rzeźbami Matki Bożej z Dzieciątkiem, św. Katarzyny, św. Barbary, św. Małgorzaty, św. Doroty. W podstawie nastawy ołtarzowej (tzw. predelli) znajdują się rzeźbione popiersia proroków Izajasza, Dawida, Zachariasza i Jeremiasza.